# Méréaucourt
Méréaucourt és un municipi francès situat al departament del Somme i a la regió dels Alts de França. L'any 2007 tenia 14 habitants.

## Demografia

### Població

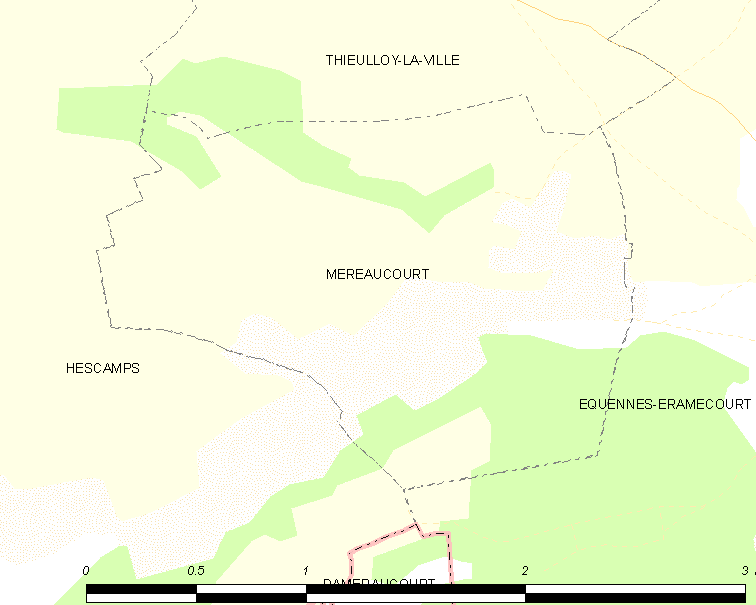

El 2007 la població de fet de Méréaucourt era de 14 persones. Totes les 4 famílies que hi havia eren parelles amb fills.
La població ha evolucionat segons el següent gràfic:
Habitants censats

### Habitatges
El 2007 hi havia 8 habitatges, 5 eren l'habitatge principal de la família, 2 eren segones residències i 1 estava desocupat. Tots els 8 habitatges eren cases. Tots els 5 habitatges principals que hi havia estaven ocupats pels seus propietaris; 1 tenia dues cambres, 1 en tenia tres i 3 en tenien cinc o més. 4 habitatges disposaven pel capbaix d'una plaça de pàrquing. A 4 habitatges hi havia dos o més automòbils.

## Economia
El 2007 la població en edat de treballar era de 12 persones, 11 eren actives i 1 inactiva. De les 11 persones actives 10 estaven ocupades (6 homes i 4 dones) i 1 aturada (1 dona i 1 dona). L'única persona inactiva estava estudiant.

## Poblacions més properes

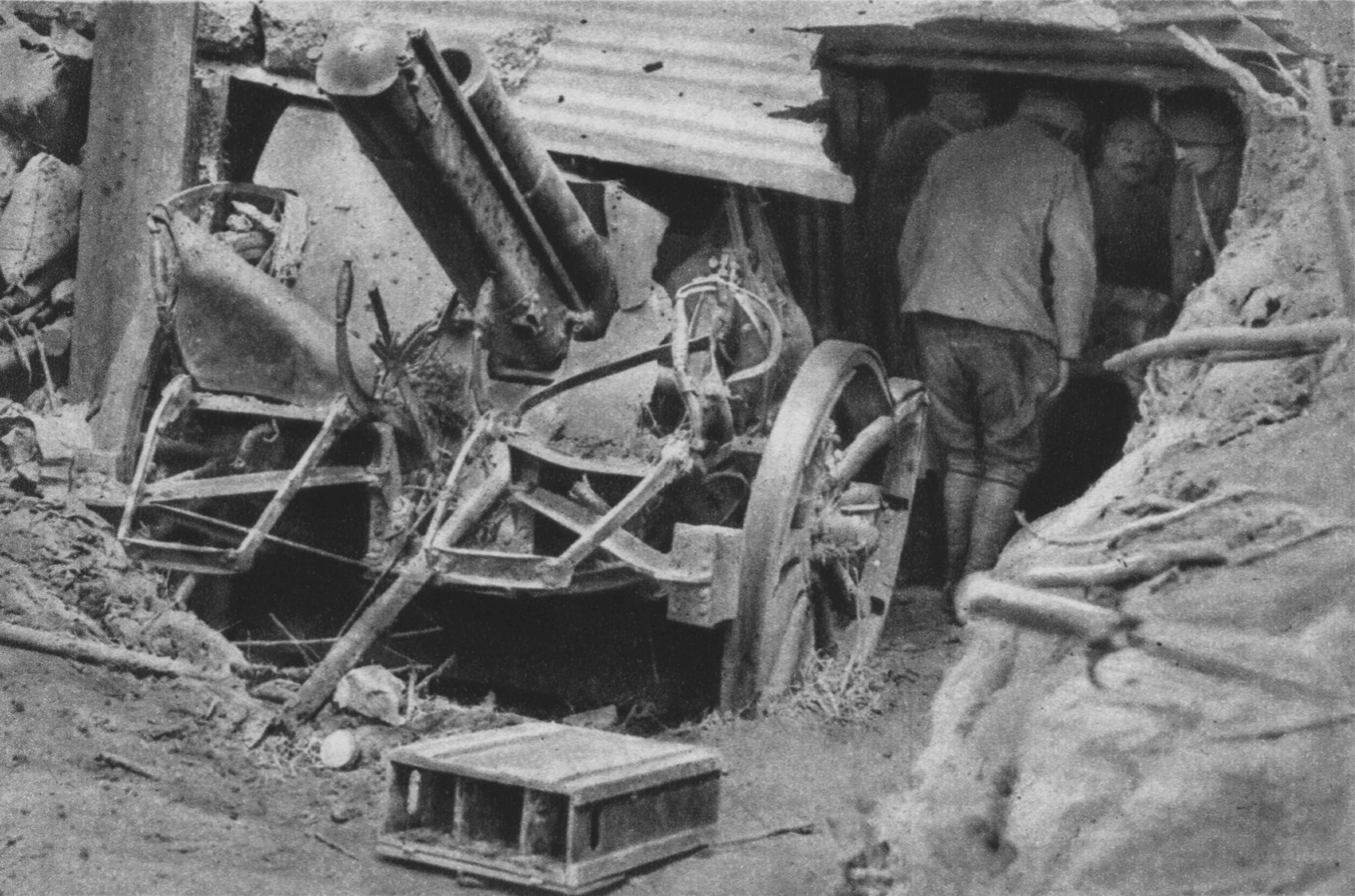

El següent diagrama mostra les poblacions més properes.